# A Fighting Man
A Fighting Man (El Luchador, en español) es una película dramática, estrenada en 2014. Dirigida por Damian Lee, la protagonizan Dominic Purcell, Louis Gossett Jr., Famke Janssen y James Caan.

## Sinopsis
Perseguido por un pasado trágico, el invicto marinero O'Connor (Dominic Purcell) es un hombre roto. Su oponente es más joven y más rápido, pero con el apoyo de su antiguo equipo de pelea (Michael Ironside y James Caan), se prepara para esta última batalla. Sin saber cuándo tirar la toalla, Sailor debe enfrentarse a sus demonios personales, o morir en el intento de mantenerse en pie a lo largo de una sangrienta y brutal paliza en el ring.

## Reparto
| Actor             | Personaje       |
| ----------------- | --------------- |
| Dominic Purcell   | Sailor O'Connor |
| Louis Gossett Jr. | Cubby           |
| Famke Janssen     | Diane Schuler   |
| James Caan        | Albright        |
| Adam Beach        | Fast Eddie      |
| Kim Coates        | Padre Brennan   |
| Michael Ironside  | Max Wynn        |
| Sheila McCarthy   | Rose            |
| Jenessa Grant     | Peg             |
| Izaak Smith       | King Solomon    |